# Christos Karvounis
Christos Karvounis (griechisch Χρήστος Καρβούνης, * 1969 in Athen) ist ein griechischer Gräzist und Neogräzist (Sprachwissenschaftler).

## Leben
In Athen aufgewachsen, studierte Karvounis Griechische Philologie, Byzantinistik und Neugriechische Philologie und Alte Geschichte sowie Allgemeine Sprachwissenschaft an der Ludwig-Maximilians-Universität München. Dort erwarb er 1994 den M.A. 2002 wurde er mit einer Dissertation zu dem attischen Redner Demosthenes ebenda promoviert.
Von 1998 bis 2001 lehrte er am Institut für Byzantinistik der Ludwig-Maximilians-Universität München Didaktik des Neu- und Altgriechischen, seit 2002 war er Dozent für Griechische Sprachwissenschaft und Sprachgeschichte ebenda an der Abteilung Neogräzistik. Seit 2007 ist er am Fachbereich Translations-, Sprach- und Kulturwissenschaft der Johannes Gutenberg-Universität Mainz in Germersheim tätig. Im Sommersemester 2008 vertrat er den Lehrstuhl für Neogräzistik in München. 2014 erreichte er seine Habilitation an der Ludwig-Maximilians-Universität München im Fach Neogräzistik mit einer Arbeit über Diglossie, Sprachideologie, Wertekonflikte. Zur Geschichte der neugriechischen Standardsprache 1780 bis 1930.

## Forschungsgebiete
Karvounis arbeitet im Wesentlichen zur griechischen Sprachwissenschaft: zur Sprachgeschichte, intralingualen Übersetzung, Diglossie, Sprachfrage, Sprach(en)Politik, Sprachplanung und Soziolinguistik. Auf gräzistischem Gebiet hat er seit seiner Dissertation über Demosthenes verschiedene weitere Arbeiten zu dem attischen Redner veröffentlicht sowie eine Studie zur Phonologie des Altgriechischen.

## Schriften (Auswahl)
- Demosthenes. Studien zu seinen Demegorien orr. XIV, XVI, XV, IV, I, II, III (= Classica Monacensia. Band 24). Gunter Narr Verlag, Tübingen 2002, ISBN 3-8233-4883-3 (zugleich Dissertation Universität München, 2001).
- Aussprache und Phonologie im Altgriechischen. Wissenschaftliche Buchgesellschaft, Darmstadt 2007 ISBN 978-3-534-20834-0.
- Demosthenes: Reden zur Finanzierung der Kriegsflotte. Gegen Euergos und Mnesibulos, Gegen Polykles, Über den trierarchischen Kranz. Herausgegeben, eingeleitet und übersetzt von Christos Karvounis. Wissenschaftliche Buchgesellschaft, Darmstadt 2007, ISBN 978-3-534-19347-9.
- Diglossie, Sprachideologie, Wertekonflikte. Zur Geschichte der neugriechischen Standardsprache 1780 bis 1930. Böhlau-Verlag, Köln 2016, ISBN 978-3-412-50498-4 (Habilitationsschrift).